# Emily Haack
Emily Haack (* 11. September 1975 in St. Louis, Missouri) ist eine US-amerikanische Schauspielerin.
Emily Haack ist auf Genre-Rollen spezialisiert. Sie trat bislang ausschließlich in Filmen auf, die dem Splatter-Horror-Genre, Gore oder verwandten Filmbereichen zuzurechnen sind. Meist haben die Independent-Filme, in denen sie mitwirkt, auch eine ausgeprägte sexuelle Note, bis hin zu Hardcore-Szenen. Ihre erste Produktion war 2000 der vom Regisseur Eric Stanze für den Videomarkt gedrehte Film Scrapbook, der sowohl in Fankreisen als auch bei Kritikern vor allem dank ihrer Darstellung wohlwollend aufgenommen wurde. Die meisten Produktionen, in denen sie mitwirkte, wurden von Stanze inszeniert. In manchen Filmen übernahm sie auch andere Aufgaben am Set, so die Set-Dekoration oder Kamera-Assistenz. 2008 hatte sie in einer Nebenrolle im Film Student of Leisure einen ersten Auftritt im Mainstream-Bereich. Für den Episodenfilm The Severed Head Network Volume 2 steuerte sie 2002 einen Teil als Regisseurin bei.

## Filmografie
Video
- 2000: Scrapbook
- 2001: Bizarre Lust of a Sexual Deviant
- 2001: I Spit on Your Corpse, I Piss on Your Grave
- 2003: Absolution
- 2003: China White Serpentine
- 2003: The Undertow
- 2006: How Was Your Day?
- 2006: Savage Harvest 2: October Blood

Kino
- 2007: Satan’s Cannibal Holocaust
- 2007: Deadwood Park
- 2008: Student of Leisure